# Courgenay (Jura)
Pour les articles homonymes, voir Courgenay.
Courgenay (/kuʀʒənɛ/) est une commune suisse du canton du Jura, située dans la région de l'Ajoie.

## Géographie

### Situation

Photo aérienne (1950).

La commune de Courgenay se trouve à 4 km à vol d’oiseau à l’est-sud-est de Porrentruy, dans la plaine située entre l’Allaine et le pied nord de la chaîne du Jura. Le territoire de la commune s’étend entre 488 mètres, altitude de la localité, et 901 mètres, sur le mont Terri (sur Plainmont), qui sépare l’Ajoie de la vallée du Doubs. Courgenay est le plus grand village du district de Porrentruy.
Le territoire de Courgenay s'étend sur 18,43 km2. Lors du relevé de 2013-2018, les surfaces d'habitations et d'infrastructures représentaient 10,1 % de sa superficie, les surfaces agricoles 47,5 %, les surfaces boisées 42,2 % et les surfaces improductives 0,2 %.
Le village est arrosé par le Pichoux et le Jonc, affluents de l’Allaine.
Le hameau de Courtemautruy, situé à 541 mètres d’altitude, au pied du nord du mont Terri, fait partie de la commune de Courgenay.

### Transports
- Lignes ferroviaires CFF Bienne-Delémont-Delle et Bâle-Delémont-Porrentruy
- Autoroute A16 (Bienne-Boncourt)  6 (Courgenay)
- Car Postal Transport Urbain Bruntrutain Porrentruy-Asuel

## Toponymie
Le nom de la commune, qui se prononce /kuʀʒənɛ/, dérive du substantif roman corte, qui désigne un domaine agricole ou un hameau et remonte lui-même au latin cohorte, et d'un nom de personne germanique masculin du type Găginhard.
Sa première occurrence écrite date de 1139, sous la forme de Corgennart.
La commune se nomme Couédjené en patois ajoulot.
Son ancien nom allemand (qui dérive de Găgin, forme familière de Găginhard) est Jensdorf.

## Histoire
Environ 3000 ans avant Jésus-Christ, le site de la commune est occupé. Le monument druidique de la Pierre-Percée atteste la présence de l'ancienne civilisation Séquane (peuple celtique de l'est de la Gaule), englobée plus dans la Rauracie.
On retrouve des traces du village sous les noms successifs de Corgennat, Corguinart et Corginnat. Au Moyen Âge, la plupart des terres de Courgenay appartenaient à des établissements religieux, notamment à celui de l'abbaye de Lucelle.
En 1139, une bulle du pape Innocent II atteste que le chapitre de Saint-Ursanne est propriétaire d'une terre à Courgenay qui s'appelait alors Corgennard.
L'abbaye de Lucelle qui y avait de vastes propriétés (dont une grange située à Courtemautruy), obtint dès 1254 le patronage de l'église du village, qui portera dès lors le nom de Courgenay.
Dès 1227, Courgenay, qui dépendait jusqu'alors du comtes de Ferrette, fut rattachée à l'avouerie d'Ajoie, intégrée à l'évêché de Bâle. Deux villages ont disparu de la carte entre Courgenay et Courtemautry. On en retrouve des traces sous les noms de Courtemblin et de Courtary. Il semble que ces deux communes aient disparu au cours des guerres de Bourgogne. Sans doute Étienne de Hagenbach fut-il responsable des exactions commises.
La guerre de Trente Ans ruina définitivement ces communes. Les Suédois envahirent le village en 1637, suivis par les troupes du Duc de Saxe-Weimar, qui achevèrent de détruire Courgenay et ses environs. D'ailleurs le village et l'Ajoie en général mirent de longues années à panser les plaies de ces conflits.
Dès 1730, après la première assemblée tenue au Pré-Genez, les députés des communes choisirent Pierre Péquignat comme représentant de la grande commune d'Alle, et comme chef des commis d'Ajoie.
De 1793 à 1815, Courgenay a appartenu à la France, dans le département du Mont-Terrible, puis dans celui du Haut-Rhin. De la sentence de 1314 au jugement de 1865, Courgenay et la commune voisine d'Alle, se disputèrent la jouissance de la forêt dite Montagne d'Alle, située sur Courgenay.
La paroisse (droit de colature à l'abbaye de Lucelle) releva du diocèse de Besançon jusqu'en 1779, ensuite de celui de Bâle. L'église Notre-Dame-de-l'Assomption fut reconstruite en 1761, puis encore en 1854-1856. La chapelle Saint-Éloi à Courtemautruy date de 1783.
À la suite d'une décision du Congrès de Vienne en 1815, la commune de Courgenay, comme toute l'Ajoie, a été attribuée au canton de Berne. Elle fit partie du bailliage puis du district bernois de Porrentruy (1815-1978).
Depuis le 1er janvier 1979, la commune fait partie du canton du Jura.

## Politique
Courgenay a pour autorité exécutive un Conseil communal composé de 7 membres.

### Liste des maires de Courgenay
- 1947-1966 : Simon Kohler, Parti radical-démocratique (PRD).

## Population et société

### Surnoms
Les habitants de la commune sont surnommés les Courbe-Nez ou Corbenèz en patois ajoulot, les Djenâtches, soit les fées ou sorcières, et les Ruinés.

### Démographie

#### Évolution de la population
Courgenay compte 2 435 habitants au 31 décembre 2022 pour une densité de population de 132 hab/km2. Sur la période 2010-2019, sa population a augmenté de 10,4 % (canton : 5,1 % ; Suisse : 9,4 %).  

#### Pyramide des âges
En 2020, le taux de personnes de moins de 30 ans s'élève à 34,1 %, au-dessus de la valeur cantonale (33 %). Le taux de personnes de plus de 60 ans est quant à lui de 27 %, alors qu'il est de 28,1 % au niveau cantonal.
La même année, la commune compte 1 188 hommes pour 1 212 femmes, soit un taux de 49,5 % d'hommes, similaire à celui du canton (49,5 %).
| Hommes | Classe d’âge | Femmes |
| ------ | ------------ | ------ |
| 0,7    | 90 ans ou +  | 1,3    |
| 7,2    | 75 à 89 ans  | 8,1    |
| 17,1   | 60 à 74 ans  | 19,5   |
| 20,0   | 45 à 59 ans  | 21,2   |
| 18,4   | 30 à 44 ans  | 18,3   |
| 19,7   | 15 à 29 ans  | 15,8   |
| 16,9   | - de 14 ans  | 15,8   |

| Hommes | Classe d’âge | Femmes |
| ------ | ------------ | ------ |
| 0,7    | 90 ans ou +  | 1,7    |
| 7,8    | 75 à 89 ans  | 10,1   |
| 17,7   | 60 à 74 ans  | 18,1   |
| 21,1   | 45 à 59 ans  | 21,4   |
| 18,1   | 30 à 44 ans  | 17,3   |
| 18,9   | 15 à 29 ans  | 16,9   |
| 15,7   | - de 14 ans  | 14,5   |

## Économie
Durant la deuxième moitié du XIXe siècle, Courgenay est passé du statut de village rural à celui de localité industrielle. L'arrivée du chemin de fer en 1877 favorisa l'industrialisation du village (horlogerie, bonneterie, cirage et boîtes de montres).
Une zone industrielle (technique de précision, mécanique, microtechnique) intercommunale a été aménagée à l'extérieur de la localité et inaugurée en 1983. Elle abrite notamment une fromagerie du Gruyère AOP et le transitoire de voiture Gefco. Courgenay compte quelques ateliers de mécaniques de haute précision (décolletage et ressorts industriels) et d'horlogerie. Malgré l'industrialisation, l'agriculture, bénéficiant de bonnes terres, est restée une activité économique importante.

## Culture et patrimoine

### Héraldique
| Blason | Blasonnement : D'argent à l'oie de gueules, becquée et membrée d'or sur un mont de trois coupeaux de sinople, le tout accompagné en chef de trois étoiles de gueules. |

### Patrimoine bâti

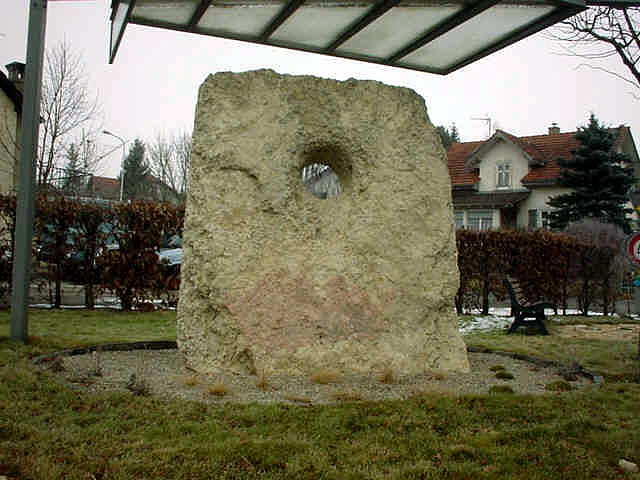
La Pierre-Percée.

- Monolithe de la Pierre-Percée (env. 3000 av. J.-C.)[10] ;
- Chapelle Saint-Éloi ;
- Moulin de Paplemont ;
- Moulin Le Martinet ;
- Chapelle de la Vacherie Mouillard ;
- Villa romaine partiellement explorée au XIXe siècle au lieu-dit La Condemène.

### Personnalités liées à la commune
- Rémy Zaugg, artiste né en 1943 à Courgenay.
- Gilberte de Courgenay (1896-1957), serveuse de l'hôtel de la gare, personnalité très populaire au sein de l'armée suisse durant la Première Guerre mondiale, qui donna lieu à une chanson et un film.